# Xochiapa
Xochiapa är en ort i Mexiko.   Den ligger i kommunen Coyomeapan och delstaten Puebla, i den sydöstra delen av landet, 270 km sydost om huvudstaden Mexico City. Xochiapa ligger 1 691 meter över havet och antalet invånare är 168.
Terrängen runt Xochiapa är bergig åt nordost, men åt sydväst är den kuperad. Runt Xochiapa är det tätbefolkat, med 369 invånare per kvadratkilometer. Närmaste större samhälle är Huautla de Jiménez, 15,6 km sydost om Xochiapa. I omgivningarna runt Xochiapa växer i huvudsak städsegrön lövskog.